# Skrajny Soliskowy Karb
Skrajny Soliskowy Karb (słow. Predný soliskový zárez, 2383 m) – przełęcz w Grani Soliska w słowackich Tatrach Wysokich. Oddziela ona Wielkie Solisko od Soliskowych Kop wznoszących się w jego długim północnym grzbiecie, a ściślej od Skrajnej Soliskowej Kopy. 
Na przełęcz nie prowadzą żadne znakowane szlaki turystyczne. Dla taterników jest łatwo dostępna z obu dolin leżących u stóp przełęczy – Doliny Furkotnej i Doliny Młynickiej. Żlebem opadającym ze Skrajnego Soliskowego Karbu do Doliny Furkotnej wiedzie jedna z najłatwiejszych dróg na Wielkie Solisko.

## Historia
Pierwsze wejścia:
- Günter Oskar Dyhrenfurth i Hermann Rumpelt, 10 czerwca 1906 – letnie,
- Adam Karpiński i Stefan Osiecki, 12 kwietnia 1925 – zimowe[3].